# 贞大步甲
贞大步甲（学名：Carabus penelope）也称贵夫人布甲，一种分布于中华人民共和国福建等地区的鞘翅目昆虫，隶属于步甲科大步甲属（步甲属、步行虫属）切鞘亚属（Apotomopterus）。

## 形态特征
成虫体长约38.8毫米。前胸背板呈艳红色带金属光泽，密布沟纹。鞘翅中间绿色，周围艳红色带金属光泽，覆满平行的行距。雄性鞘翅末端的切鞘现象不明显，雌性切鞘明显。

## 亚种
本种目前发现2个亚种：
- Carabus penelope change Deuve & Tian, 2000
- Carabus penelope penelope Kleinfeld，1997